# За Україну! (партія)
«За Украї́ну!» — політична партія України під керівництвом В'ячеслава Кириленка.

## Історія
23 грудня 2008 року у Верховній Раді було створено депутатську групу «За Україну!», до складу якої увійшли 17 народних депутатів на чолі з В'ячеславом Кириленком.
21 лютого 2009 року в Києві відбулися установчі збори Громадського руху «За Україну!».
19 грудня 2009 року лідера громадського руху та депутатської групи «За Україну!» В'ячеслава Кириленка було обрано головою партії «За Україну!», яку було створено шляхом перейменування маловідомої Партії соціального захисту, яка існувала з 2000 року. Першим заступником голови нової партії було обрано народного депутата Володимира Мойсика, заступниками — Ксенію Ляпіну та Юрія Зубка. Делегати з'їзду обрали новий склад політичної ради партії, до якої увійшли народні депутати від групи «За Україну!», голови обласних організацій, голова Центральної ревізійної комісії та секретар центрального виконавчого комітету.
У грудні 2011 року партія «За Україну!» домовилася з партією «Фронт Змін» про спільну опозиційну діяльність. Згідно з угодою, після парламентських виборів партії об'єднаються шляхом вступу членів партії «За Україну!» до «Фронту Змін».
10 вересня 2014 року партія «За Україну!» Увійшла до складу новоствореної партії «Народний фронт», а її глава — В'ячеслав Кириленко увійшов до складу політради «Народного фронту». 
Але при цьому партія продовжувала існувати юридично, як самостійна структура.
У 2009-2017 роках головою партії у правоустановчих документах згадувався Кириленко В'ячеслав Анатолійович, у 2017-2020 роках - Сиротенко Сергій Володимирович. Починаючи з 13 жовтня 2020 року, новим лідером партії "За Україну!" був зареєстрований Палієв Юрій Володимирович,який раніше очолював регіональну київську міську організацію цієї партії. 
Волинську обласну організацію партії "За Україну!", зареєстровану 8 лютого 2010 року в Луцьку, продовжує очолювати народний депутат Гузь Ігор Володимирович.

## Ідеологія партії
Ключовими для змін в Україні напрямками діяльності партія вважає такі:
1. Людська свобода і розвиток — збільшення соціальної та економічної свободи.
2. Українська ідентичність — посилення української культури та мови.
3. Право й безпека — панування закону та порядку.
4. Моральне й фізичне здоров'я — сталий розвиток, екологія та здоровий спосіб життя.
5. Наука та нові технології.